# Miguel Salim Alle
Miguel Ángel Salim Alle (Córdoba, Veracruz, 13 de enero de 1957) es un empresario y político mexicano, miembro del Partido Acción Nacional (PAN). Ha sido diputado federal y dos veces diputado al Congreso del Estado de Guanajuato.

## Biografía
Es ingeniero agrónomo fitotecnista egresado de la Universidad Juárez del Estado de Durango (UJED). Ha sido empresario del ramo de la industria zapatera, donde a ocupado cargos como director general de la empresa Michael Alle; consejero de la Asociación Nacional de Fabricantes de Artículos de Piel (ANFRA-PIEL); presidente del Consejo de Fomento Económico de León; y, consejero de la Cámara Nacional de la Industria de la Transformación (CANACINTRA).
Es miembro del PAN desde 1998. En 2000 fue elegido regidor del Ayuntamiento de León presidido por Luis Ernesto Ayala Torres y que concluyó en 2003; de 2006 a 2009 fue secretario de Economía del ayuntamiento de León en la administración del alcalde Vicente Guerrero Reynoso y en 2009 buscó ser candidato del PAN a la presidencia municipal de León, pero fue derrotado por Ricardo Sheffield Padilla.  Tras ello, el mismo año fue nombrado director general del Instituto de Seguridad Social del Estado de Guanajuato (ISSEG) por el gobernador Juan Manuel Oliva Ramírez.
Renunció al cargo para buscar nuevamente ser candidato del PAN a presidente municipal de León, esta vez logró la postulación al derrotar a la aspirante Mayra Enríquez Vanderkam. En las elecciones de 2012 resultó derrotado por la candidata del PRI Bábarba Botello Santibáñez, siendo el primer candidato del PAN en perder la presidencia municipal de León en casi 25 años, desde 1988. Durante la campaña electoral fue señalado por irregularidades y actos de corrupción durante su gestión en el ISSEG, por lo que fue finalmente inhabilitado para ocupar cargos públicos durante dos años en 2013.
En 2015 fue postulado por el PAN y elegido diputado federal por el principio de representación proporcional a la LXIII Legislatura que concluyó sus funciones en 2018. En ella fue secretario de las comisiones De la industria automotriz; de Economía; de Turismo; y, de Zonas económicas especiales; así como integrante de la comisión de Hacienda y Crédito Público. Solicitó licencia al cargo entre el 6 y el 13 de febrero, y el 1 de mayo y el 2 de julio de 2018, para ser candidato a diputado por el Distrito 21 local al Congreso de Guanajuato en las elecciones de dicho año, logrando el triunfo, y representando dicho distrito en la LXIV Legislatura del congreso estatal.
En las elecciones de 2021 fue postulado a la reelección por el mismo distrito, y volviendo a ser elegido, a la LXV Legislatura estatal de 2021 a 2024. El terminar dicho cargo, en las elecciones federales de 2024, fue candidato del PAN a diputado federal por el Distrito 11 de Guanajuato, siendo elegido al recibir el 47.44% de los votos, frente al 36.88% de su contrincante de la coalición Sigamos Haciendo Historia, Enrique Alba Martínez.